# Трояновська волость
Трояновська волость — історична адміністративно-територіальна одиниця Рославльського повіту Смоленської губернії з центром у селі Троянова Слобода.
Станом на 1885 рік складалася з 41 поселення, 11 сільських громад. Населення — 2695 осіб (1362 чоловічої статі та 1333 — жіночої), 385 дворових господарств.
|                     | Площа, десятин | У тому числі орної, дес. |
| ------------------- | -------------- | ------------------------ |
| Сільських громад    | 3894           | 1956                     |
| Приватної власності | 4229           | 505                      |
| Іншої власності     | 138            | 24                       |
| Загалом             | 8200           | 2485                     |

Найбільше поселення волості станом на 1886:
- Троянова Слобода — колишнє власницьке село при річці Десна за 10 верст від повітового міста, 228 осіб, 35 дворів, православна церква, щорічний ярмарок.